# CSES
Der China Seismo-Electromagnetic Satellite (chinesisch 中国电磁监测试验卫星, Pinyin Zhōngguó Diàncí Jiāncè Shìyàn Wèixīng) bzw. Zhangheng-1 (chinesisch 张衡一号, Pinyin Zhānghéng Yīhào), kurz  „CSES“, ist ein Erdbeobachtungssatellit des Chinesischen Amts für Seismologie. Er wurde am 2. Februar 2018 um 07:51 Uhr UTC mit einer Trägerrakete vom Typ Langer Marsch 2D vom Kosmodrom Jiuquan zusammen mit sechs Kleinsatelliten in eine sonnensynchrone Umlaufbahn von 500 km Höhe gebracht.

## Geschichte
In der Phase vor einem Erdbeben entstehen durch die Reibung und das Zerbrechen von Felsplatten elektromagnetische Wellen, die sich in die Atmosphäre ausbreiten. Gleichzeitig zerschneiden die Bewegungen der Erdkruste die Feldlinien des Erdmagnetfelds, was zu einer Verdrehung besagter Feldlinien führt. Diese Phänomene wurden von sowjetischen Wissenschaftlern in den 1960er Jahren bei der Auswertung von Satellitendaten entdeckt.
In China gab es neben der Platzierung von Sensoren in der Erdkruste und der Beobachtung von Heißluftballons aus – was aufgrund der Größe des Landes zwangsläufig lückenhaft war – während des 9. Fünfjahresplans (1996–2000) erste Versuche, über Satellitenbeobachtung zu einer Erdbebenvorhersage zu kommen.
Nach dem großen Erdbeben in Sichuan 2008 wurde schließlich der Bau eines speziellen „Experimentalsatelliten zur Überwachung des elektromagnetischen Feldes“ (电磁监测试验卫星) vorgeschlagen.
Die konkreten Vorplanungen begannen 2009. Da sowohl China als auch Italien Länder mit häufigen Erdbeben sind, arbeiteten sie bei diesem Projekt zusammen. Das Chinesische Amt für Seismologie unterzeichnete 2009 ein Kooperationsabkommen mit dem Istituto Nazionale di Fisica Nucleare, die Nationale Raumfahrtbehörde Chinas (CNSA) im November 2011 ein entsprechendes Abkommen mit der Agenzia Spaziale Italiana (ASI). Nach Genehmigung durch das Finanzministerium der Volksrepublik China und die Nationale Behörde für Wissenschaft, Technik und Industrie in der Landesverteidigung wurde das Projekt zum Bau des Experimentalsatelliten im August 2013 offiziell gestartet, und im September 2013 unterzeichneten CNSA und ASI ein diesbezügliches Memorandum.
Im weiteren Verlauf schlossen sich auch das Ministerium für Bildung der Volksrepublik China, die Chinesische Akademie der Wissenschaften, die China Aerospace Science and Technology Corporation und die China Electronics Technology Group Corporation sowie italienische Einrichtungen wie das Istituto Nazionale di Geofisica e Vulcanologia, das Istituto Nazionale di Astrofisica und zahlreiche Universitäten dem Projekt an.
Mitte 2016 war ein Prototyp des Satelliten fertiggestellt und Ende Juni 2016 begann man mit dem Bau des für den Flug ins All bestimmten Exemplars. Damals – der Satellit hieß mittlerweile „Chinesischer Experimentalsatelliten zur Überwachung des elektromagnetischen Feldes“ (中国电磁监测试验卫星) bzw. China Seismo-Electromagnetic Satellite – war ein Start für Ende August 2017 vorgesehen, was sich dann jedoch noch um einige Monate bis zum 2. Februar 2018 verzögerte. Am Tag des Starts verlieh die  Nationale Behörde für Wissenschaft, Technik und Industrie in der Landesverteidigung dem Satelliten den Namen  „Zhangheng-1“, um den Gelehrten Zhang Heng der Östlichen Han-Dynastie zu ehren, der 132 das erste Seismoskop erfunden hatte.

## Aufbau
Zhangheng-1 wurde von der Hangtian Dong Fang Hong GmbH, einer Tochterfirma der Chinesischen Akademie für Weltraumtechnologie, auf der Basis ihres Satellitenbusses CAST 2000 gebaut. Der dreiachsenstabilisierte Satellit besitzt ein würfelförmiges Gehäuse von 1,4 × 1,4 × 1,4 m, ein ausklappbarer Solarzellenflügel mit drei Modulen liefert eine Spitzenleistung von 900 W. Die Nutzlastdaten werden über das X-Band mit einer Datenübertragungsrate von 120 Mbit/s zur Erde gefunkt. Die ursprünglich erwartete Lebensdauer des Satelliten betrug 5 Jahre. Am 2. Februar 2023, fünf Jahre nach dem Start, arbeitete er jedoch immer noch einwandfrei. Ein Ende der Mission war zu diesem Zeitpunkt noch nicht abzusehen.

## Wissenschaftliche Ziele
Beobachtungen haben ergeben, dass die Kopplung von Lithosphäre, den niedrigen Schichten der Atmosphäre und der Ionosphäre bis hinauf in die Magnetosphäre und den Van-Allen-Gürtel reicht. Die Forscher um Chefwissenschaftler Shen Xuhui (申旭辉, * 1965) vom Institut für Spannungen in der Erdkruste (地壳应力研究所) des Chinesischen Amts für Seismologie interessieren sich besonders für die Übergangszone zwischen Ionosphäre und Magnetosphäre. Ereignisse wie der Teilchenniederschlag aus dem Van-Allen-Gürtel vor, während und nach mittleren und schweren Erdbeben müssen jedoch von den durch den wesentlich größeren Einfluss der Sonne hervorgerufenen Effekten unterschieden werden. Durch Langzeitbeobachtung will man einen Zusammenhang zwischen seismischen Ereignissen wie Erdbeben oder Vulkanausbrüchen einerseits und den Störungen in der oberen Ionosphäre sowie dem Niederschlag von Van-Allen-Teilchen andererseits herstellen.

## Nutzlasten
Der Satellit ist mit neun Geräten zur Suche nach Veränderungen im Magnetfeld der Erde, in der Partikelzusammensetzung der Ionosphäre und Veränderungen im elektrischen Feld der Erde und in der Plasmasphäre ausgerüstet, wobei sich ein Teil der Sensoren an sechs Auslegern in einer Entfernung von mindestens 4 m vom Gehäuse des Satelliten befinden:
- Detektor für hochenergetische Teilchen (High-Energy Particle Detector, HEPD, Istituto Nazionale di Fisica Nucleare) zur Messung der Teilchenstromdichte von Elektronen mit einer Energie von 3–10 MeV sowie Protonen mit einer Energie von 30–300 MeV.
- Detektor für elektrische Felder (Electric Field Detector, EFD, Forschungsinstitut für weltraumbezogene technische Physik Lanzhou und Istituto Nazionale di Fisica Nucleare) zur Messung der Veränderung des elektrischen Feldes der Ionosphäre in Abhängigkeit von Sonnenaktivität, seismischen Ereignissen und von Menschen verursachten Phänomenen.
- Detektor für hochenergetische Partikel und Strahlung (High-Energy Particle Package, HEPP, Institut für Hochenergiephysik der Chinesischen Akademie der Wissenschaften) mit drei Sensoren zur Messung von hochenergetischen Partikeln (Elektronen: 2–50 MeV, Protonen: 15–200 MeV), niederenergetischen Partikeln (Elektronen: 0,1–3 MeV, Protonen: 2–20 MeV) und Röntgenstrahlung im Bereich von 1–20 keV.
- Hochpräzises Magnetometer (High-Precision Magnetometer, HPM), bestehend aus einem Fluxgate-Magnetometer des Nationalen Zentrums für Weltraumwissenschaften und einem skalaren, optisch gepumpten Alklidampf-Magnetometer des Instituts für Weltraumforschung der Österreichischen Akademie der Wissenschaften zur regelmäßigen Eichung des Fluxgate-Magnetometers.[16]
- Suchspulen-Magnetometer (Search-Coil Magnetometer, SCM, Universität für Luft- und Raumfahrt Peking) zur Messung der Schwankungen des Magnetfelds in der Ionosphäre im Bereich von 10 Hz bis 20 kHz und 0,0005–50 nT.[17]
- Plasma-Analysegerät (Plasma Analyzer Payload, PAP, Istituto Nazionale di Fisica Nucleare) zur Messung der Dichte von Wasserstoff-, Helium- und Sauerstoff-Ionen im Bereich von 5×102 bis 1×107 pro Kubikzentimeter sowie 500 bis 10.000 K.
- Langmuir-Sonde (Langmuir Probe, LP, Nationales Zentrum für Weltraumwissenschaften), eigentlich zwei Sonden mit einer Endkugel von 5 cm und 1 cm Durchmesser zum Studium der Kopplung zwischen Lithosphäre und Ionosphäre vor, während und nach Erdbeben. Gemessen wird die Elektronendichte in einem Bereich von 5×102 bis 1×107 pro Kubikzentimeter und die Elektronentemperatur im Bereich von 500 bis 10.000 K.
- Ausbreitungsbake für drei Frequenzen (Tri-Band Beacon, 22. Forschungsinstitut der China Electronics Technology Group Corporation) zur Messung des Einflusses von Unregelmäßigkeiten in der Ionosphäre auf die Übertragung von Funksignalen aus dem Weltraum zur Erde bei 150 MHz (Ultrakurzwellen), 400 MHz (Dezimeterwellen) und 1067 MHz (L-Band) sowie zur Erstellung von zweidimensionalen Karten und eindimensionalen Profilen der Elektronendichte in der Ionosphäre.[18]
- GNSS-Empfänger (Schwerpunktlabor für Erdbebengeodäsie des Chinesischen Amts für Seismologie) zur Messung der Radio-Okkultation von Navigationssatelliten-Signalen mit 4 Kanälen für GPS und zwei Kanälen für Beidou und einer Messfrequenz von 20 bis 100 mal pro Sekunde.[19][20]

## Mission

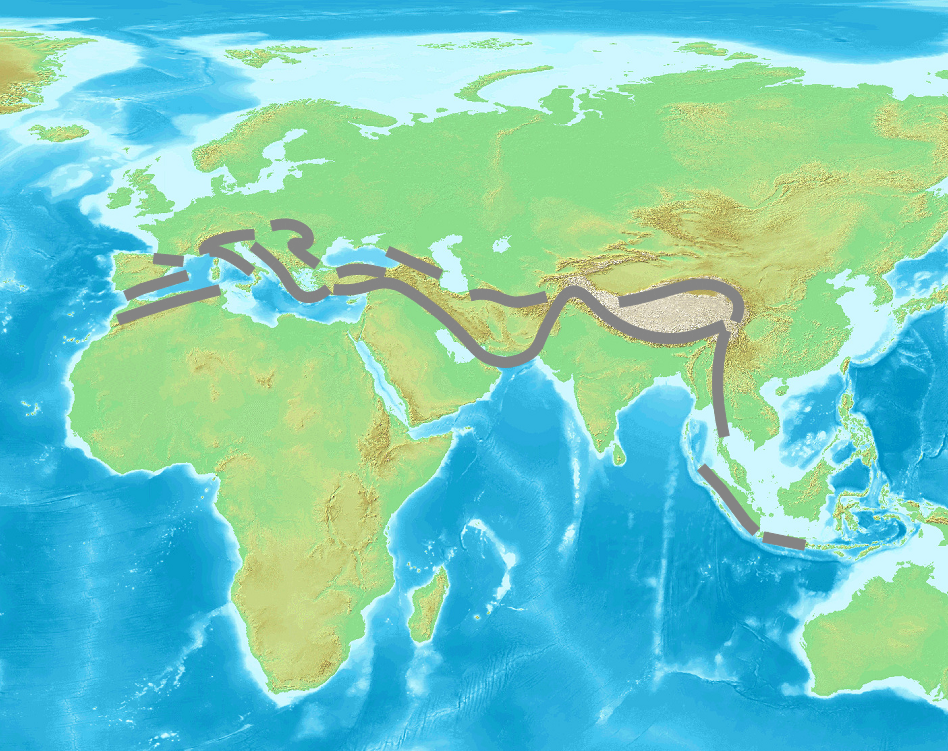
Alpidischer Gebirgsgürtel

Pazifischer Feuerring

Mit seiner Bahnneigung von 97,5° deckt Zhangheng-1 fast die ganze Erde ab, alle 5 Tage überfliegt er wieder dieselbe Stelle. Beobachtungen finden jedoch nur zwischen 65° nördlicher und südlicher magnetischer Breite statt. Hierbei werden drei Regionen mit starker seismischer Aktivität besonders intensiv untersucht:
- Das chinesische Festland und das Gebiet in einem Bereich von 1000 km um es herum
- Der Alpidische Gebirgsgürtel vom Mittelmeer bis zum Himalaya
- Der Pazifische Feuerring[21]

Auch die anderen Gebiete zwischen 65° Nord und 65° Süd werden überwacht, während jenseits dieses Gürtels die Sensoren abgeschaltet werden, sodass der Satellit Bahnkorrekturmanöver durchführen kann.
Die Mission des Satelliten besteht nur in Datensammlung; die Auswertung der Daten erfolgt dann im Rückblick. So konnte zum Beispiel nach dem Lombok-Erdbeben vom 5. August 2018 in Indonesien festgestellt werden, dass sich fünf Stunden vor dem Beben Veränderungen in der Ionosphäre bemerkbar machten. Als Zhangheng-1 über das Epizentrum flog, registrierten der Detektor für elektrische Felder und das Suchspulen-Magnetometer elektromagnetische Wellen mit einer Frequenz von 180 Hz und eine sich ausbreitende Plasmawelle.
Beim Sulawesi-Erdbeben vom 28. September 2018 zeigte die Langmuir-Sonde bereits am 19. August 2018, also mehr als einen Monat vorher, eine erhöhte Elektronendichte über der Vorbereitungszone des Bebens.
In den ersten fünf Betriebsjahren beobachtete Zhangheng-1 weltweit 519 Erdbeben der Magnitude 6 und 57 Erdbeben mit einer Magnitude von 7 oder höher. Näher untersucht wurden die Erdbeben ab Magnitude 6 in China sowie die Erdbeben ab Magnitude 7 in der ganzen Welt. Dabei zeigte sich, dass insbesondere vor starken Beben ab Magnitude 7 deutliche Anomalien bei elektromagnetischen Wellen und Plasma zu verzeichnen waren, die umso häufiger auftraten, je näher der Zeitpunkt des Bebens kam. Die von Zhangheng-1 routinemäßig gesammelten Daten werden verwendet, um die für Navigationszwecke etc. verwendeten Magnetfeldmodelle zu verbessern. Am 31. Dezember 2019 fanden die in den ersten 19 Monaten ermittelten Daten Eingang in das alle fünf Jahre aktualisierte International Geomagnetic Reference Field (IGRF-13).
Eine Reihe von auf dem Pazifischen Feuerring gelegenen Ländern ist auch Mitglied in der Asia-Pacific Space Cooperation Organization. Daher beschloss man dort, die Satellitenbeobachtungen durch Daten von Observatorien auf dem Boden zu ergänzen. Daraus entstand 2019 das APSCO Earthquake Research Project.
Das erste Magnetometer wurde nach baulichen Vorarbeiten am 7. März 2023 auf dem Sonmiani Flight Test Range der pakistanischen Space and Upper Atmosphere Research Commission  an der Küste von Belutschistan installiert. Von dort werden die Daten des Magnetometers über eine sichere Leitung an das geomagnetische Observatorium in Karatschi geschickt, heute ein Teil des Pakistan Space Weather Centre, wo sie analysiert und archiviert werden.

## Macau Kexue 1A/B
Am 21. Mai 2023 um 08:00 Uhr UTC wurden die beiden Forschungssatelliten Macau Kexue 1A und Macau Kexue 1B mit einer Trägerrakete vom Typ Langer Marsch 2C vom Kosmodrom Jiuquan in eine nur wenig zum Äquator geneigte Umlaufbahn gebracht.
Hierbei handelt es sich um ein von der Nationalen Raumfahrtbehörde Chinas gemeinsam mit der Regierung der Sonderverwaltungszone Macau durchgeführtes Projekt; die Leitung liegt beim Zentrum für Erdbeobachtung und Daten der Nationalen Raumfahrtbehörde. Die Gehäuse der beiden Satelliten wurden von der Hangtian Dong Fang Hong GmbH, einer Tochterfirma der Chinesischen Akademie für Weltraumtechnologie, gemeinsam mit der Polytechnischen Universität Nordwestchinas entwickelt und gebaut, die wissenschaftlichen Instrumente kamen von der Universität für Wissenschaft und Technik Macau (澳门科技大学).
Die beiden Satelliten fliegen in einer Formation, angeführt von Macau Kexue 1A, dem Macau Kexue 1B in einem gewissen Abstand folgt. Auf Macau Kexue 1A befinden sich ein hochauflösendes Vektor-Magnetometer und ein Skalar-Magnetometer, während Macau Kexue 1B hochenergetische Teilchen und die von der Sonne kommende Röntgenstrahlung misst. Durch ihre nur schwach zum Äquator geneigte Umlaufbahn ergänzen die beiden Satelliten die Messungen von CSES in seiner senkrecht zum Äquator stehenden Bahn, wobei die Forscher unter anderem an der Südatlantischen Anomalie des Erdmagnetfelds interessiert sind, die bei 40° westlicher Länge und 30° südlicher Breite vor der Küste Brasiliens liegt. Weitere Forschungsschwerpunkte sind das Magnetfeld der Lithosphäre, der Ursprung des Erdmagnetfelds sowie Weltraumwettervorhersage und geomagnetische Navigation. Die Daten der Satelliten werden bei der Polytechnischen Universität Nordwestchinas empfangen, bei der Universität für Wissenschaft und Technik Macau verarbeitet und dann dem Zentrum für Erdbeobachtung und Daten der Nationalen Raumfahrtbehörde zur Verfügung gestellt. Nach einer halbjährigen Testphase nahmen die beiden Satelliten am 28. November 2023 den Regelbetrieb auf.